# Хоумвуд (Илиноис)
Хоумвуд (енгл. Homewood) град је у америчкој савезној држави Илиноис.

## Демографија
По попису из 2010. године број становника је 19.323, што је 220 (-1,1%) становника мање него 2000. године.
| Група             | 2000.          | 2010.          |
| Белци             | 14.936 (76,4%) | 10.922 (56,5%) |
| Афроамериканци    | 3.422 (17,5%)  | 6.594 (34,1%)  |
| Азијати           | 307 (1,6%)     | 274 (1,4%)     |
| Хиспаноамериканци | 597 (3,1%)     | 1.133 (5,9%)   |
| Укупно            | 19.543         | 19.323         |